# Liste der Kulturdenkmäler in Althornbach
In der Liste der Kulturdenkmäler in Althornbach sind alle Kulturdenkmäler der rheinland-pfälzischen Ortsgemeinde Althornbach aufgeführt. Grundlage ist die Denkmalliste des Landes Rheinland-Pfalz (Stand: 31. August 2023).

## Einzeldenkmäler
| Bezeichnung                 | Lage                  | Baujahr                | Beschreibung | Bild                           |
| --------------------------- | --------------------- | ---------------------- | --- | ------------------------------ |
| Wohnhaus                    | Bauertstraße 18 Lage  |                        | Wohnhaus | BW                             |
| Schulhaus                   | Hauptstraße 12 Lage   | um 1880                | ehemalige Schule; spätklassizistischer Putzbau, um 1880                                                               | BW                             |
| Wohnhaus                    | Hauptstraße 14 Lage   |                        | Walmdachbau, Datierung unklar                                                                                         | BW                             |
| Quereinhaus                 | Hauptstraße 26 Lage   | spätes 19. Jahrhundert | Krüppelwalmdachbau, spätes 19. Jahrhundert                                                                            | Fotos hochladen                |
| Evangelische Matthiaskirche | Luitpoldstraße 3 Lage |                        | frühgotischer Chorturm, einbezogen in den Saalbau von 1883/84, gleichzeitig erhöht; gotische Bruchstein-Kirchhofmauer | weitere Bilder Fotos hochladen |